# Newburg (Missouri)
Pour les articles homonymes, voir Newburg.
Newburg est une ville du comté de Phelps, dans le Missouri, aux États-Unis,. Située à l'ouest du comté, elle est incorporée en 1944.

## Démographie
Lors du recensement de 2010, la ville comptait une population de 470 habitants. Elle est estimée, en 2016, à 448 habitants.